# امراتور
امراتور (به انگلیسی: Amruthur) یک منطقهٔ مسکونی در هند است که در بخش تومکور واقع شده‌است.

## خصوصیات
امراتور ۱۱٬۲۰۱ نفر جمعیت دارد و ۶۷۰ متر بالاتر از سطح دریا واقع شده‌است.